# Hendrik Edzens Hagenouw Brongers
Hendrik Edzens Hagenouw Brongers (Garrelsweer, 20 mei 1781 - Leens, 30 juli 1840) was een Gronings notaris en politicus.
Hendrik Edzens Brongers werd geboren als een zoon van predikant Jullenius Brongers en Henriëtte Clara Hagenouw. Zijn zus, Lubbina Brongers, trouwde met de latere gedeputeerde van Drenthe, Hugo Christiaan Carsten. Bij vonnis van de rechtbank van Appingedam werd de naam van zijn moeder, Hagenouw, aan zijn achternaam toegevoegd: Hagenouw Brongers. Hij trouwde in 1808 met Petronella Knijpinga, met wie hij twee dochters en een zoon kreeg.
Hagenouw Brongers studeerde Romeins en hedendaags recht aan de Hogeschool te Groningen, waar hij in 1803 promoveerde op dissertatie. Hij werd notaris en gekwalificeerd zegelaar in Leens. Hij had acht jaar lang (1831-1839) zitting in de Groningse Provinciale Staten. In oktober 1839 werd hij in de Tweede Kamer der Staten-Generaal gekozen. Hij was samen met R.Tj. Mees een van de aanvoerders van een beweging in groningen die meer invloed op het financiële regeringsbeleid verlangde. In de Tweede Kamer behoorde hij dan ook tot de financiële oppositie en de gematigd liberalen. In juli 1840 werd hij herkozen, maar hij overleed later die maand, nog voor hij opnieuw benoemd kon worden.